# Wilhelm Mewes (Schauspieler)
Wilhelm Mewes (als Bühnenschauspieler in der Frühzeit auch Wilhelm Meves; * 8. Januar 1886 in Braunschweig; † 22. August 1962 in Ost-Berlin) war ein deutscher Schauspieler bei Bühne und Film.

## Leben und Wirken
Der Sohn des Braunschweiger Hofschauspielers Wilhelm Meves und seiner Frau Eva, geb. Heißler, erhielt mit rund 20 Jahren seine Schauspielausbildung und begann seine Laufbahn unmittelbar darauf am Herzoglichen Hoftheater seiner Heimatstadt Braunschweig. Im Anschluss daran erhielt Mewes nur noch selten Festengagements. Während der Zeit des Nationalsozialismus bekam er mehrere Angebote für kleine Rollen beim Film, die jedoch kaum einen Eindruck hinterließen. Kurz nach Ende des Zweiten Weltkriegs brachte ihn eine Verpflichtung als Oberspielleiter nach Weißenfels. Mewes blieb im Osten und wirkte in zwei DEFA-Produktionen der 1950er Jahre mit. Er starb 1962 in Ost-Berlin.
Wilhelm Mewes war von 1911 bis zu seinem Tod mit Pauline, geb. Kaegelmann, verheiratet.

## Filmografie
- 1935: Familie Schimek
- 1935: August der Starke
- 1936: Hilde und die 4 PS
- 1936: Kinderarzt Dr. Engel
- 1937: Ein kleiner Reinfall (Kurzfilm)
- 1940: Bal paré
- 1940: Die keusche Geliebte
- 1941: Friedemann Bach
- 1942: Das große Spiel
- 1954: Der Ochse von Kulm
- 1956: Die Millionen der Yvette